# 弘前市立第五中学校
弘前市立第五中学校（ひろさきしりつ だいごちゅうがっこう）は、青森県弘前市川先2丁目にある公立中学校。
地元では「五中」（ごちゅう）とも呼ばれる。

## 沿革
- 1967年（昭和42年） - 豊田中学校と堀越中学校が統合され、創立。
- 1992年（平成4年） - 弘前市立第一中学校とともに弘前市立東中学校を分離。

## 学区
ほとんどがJR奥羽本線と国道7号線にはさまれる形で位置する。
- 小比内、高田、新里(字西里見)、川先全域、小比内全域、豊田1・2・3丁目、城東1丁目の一部、城東2・3・4・5丁目、外崎全域、高田1・5丁目、大清水、門外、堀越、大清水1・2丁目、大清水3丁目の一部、大清水4丁目、川合、門外1・2・3・4丁目、泉野全域、清水森、扇町1・2・3丁目
- かつては弘前市立福村小学校も含まれたが、1992年（平成4年）に弘前市立東中学校が創立されたことにより、豊田・堀越・千年小学校に対象学区が縮小されている。

## 交通
- 弘南バス
  - 弘前駅 - 川先経由 - さくら野弘前店線。
    - 五中校前停留所。

  - 弘前駅 - 小比内経由 - さくら野弘前店線。
    - 川先南口、第五中校入口停留所。

## 著名な卒業生
- 西尾 夕紀 - 日本の女性歌手-演歌歌手-ものまねタレント